# Major bezpieczeństwa państwowego
Major bezpieczeństwa państwowego (ros. майор государственной безопасности) – nazwa specjalnego stopnia wyższego korpusu dowódczego w organach bezpieczeństwa państwowego Związku Socjalistycznych Republik Radzieckich – Ludowym Komisariacie Spraw Wewnętrznych ZSRR (NKWD ZSRR) w latach 1935–1945.
Odpowiadał wojskowemu stopniowi kombrig i jemu równym; bezpośrednio niższym stopniem był kapitan bezpieczeństwa państwowego; bezpośrednio wyższym starszy major bezpieczeństwa państwowego. 
Stopień wprowadzono postanowieniem Centralnego Komitetu Wykonawczego ZSRR i Rady Komisarzy Ludowych ZSRR z 7 października 1935, zniesiono rozporządzeniem Prezydium Rady Najwyższej ZSRR z 6 lipca 1945. 